# 恩奈斯特·安塞美

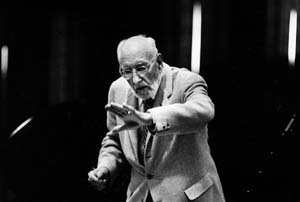
恩奈斯特·安塞美（1965）

恩奈斯特·亚历山大·安塞美（法語：Ernest Alexandre Ansermet，法語發音：[ɛʁ.nɛst a.lɛk.sɑ̃dʁ ɑ̃.sɛʁ.mɛ]；1883年11月11日—1969年2月20日），為瑞士指挥家。

## 生平
1883年，安塞美生于瑞士沃韦。原是洛桑大学的一名数学教师，同时曾学习并从事音乐创作 。后学习指挥，并于1912年在一次音乐会中登台指挥。1915－1923年担任俄罗斯芭蕾舞团的指挥，并在法国旅行期间遇见了德彪西和拉威尔，还向他们请教演奏他们音乐的问题。第一次世界大战期间和流亡的斯特拉文斯基相识。两人成为至交，安塞美多次指挥后者作品的首演。
1918年他在日内瓦创立了瑞士罗曼德管弦乐团，并一直带领该乐团直至1969年去世。他在欧洲和美国广泛巡回演出，并以准确演奏高难度现代音乐而闻名，还于1929年12月6日进行过斯特拉文斯基随想曲的首演，由作曲家担任独奏。安塞美是在古典音乐领域首先认真看待爵士乐的人之一，并于1919年撰文称赞西德尼·贝彻。
二战后，安塞美及其乐团通过与迪卡唱片的长期合作而声名鹊起。从那之后，他录制了他的大部分保留曲目，且多为两三次录制。尽管乐团的管弦乐演奏并不总是达到最高的国际标准，但他的诠释被广泛认为是令人钦佩的清晰和权威，并且与其他20世纪名家的诠释有着不同，尤其是皮埃尔·蒙特和斯特拉文斯基本人。安塞美不赞成斯特拉文斯基对其作品的修改，并总是演奏作品的最初版本。安塞美虽然以对阿尔蒂尔·奥涅格和弗朗克·马丁等作曲家的现代音乐而闻名，但他避免演奏阿诺尔德·勋伯格及其同事的音乐，甚至批评斯特拉文斯基开始在他的作品中使用十二音技法。在其著作《Les Fondements de la musique dans la conscience humaine》（1961）中，安塞美还试图用埃德蒙·胡塞尔的现象学和自己的数学研究证明证明勋伯格的习语是错误的和不合理的。
1969年2月20日，安塞美逝世于日内瓦，享年85岁。后葬于皇室墓地。

## 作品

### 著作
- 《音乐对话录》 ISBN 3-492-00374-5
- 《人类意识中的音乐基础》，Piper，慕尼黑。 ISBN 3-492-10388-X

## 評價
安塞美以演绎斯特拉文斯基的音乐和其他俄国作曲家，如柴可夫斯基，普罗柯菲耶夫和穆索尔斯基的作品享誉国际。，他指挥的《天鹅湖》，《春之祭》和《罗密欧与朱丽叶》一直被奉为最高演绎。

## 軼事
- 安塞美认为，指挥应该背谱指挥，但他自己却总是带谱上台，因为他认为，这样才不至于忽略细节[來源請求]。